# Polypodium cambricum
Polypodium cambricum är en stensöteväxtart. Polypodium cambricum ingår i släktet Polypodium och familjen Polypodiaceae.

## Underarter
Arten delas in i följande underarter:
- P. c. azoricum
- P. c. cambricum
- P. c. macaronesicum

## Bildgalleri

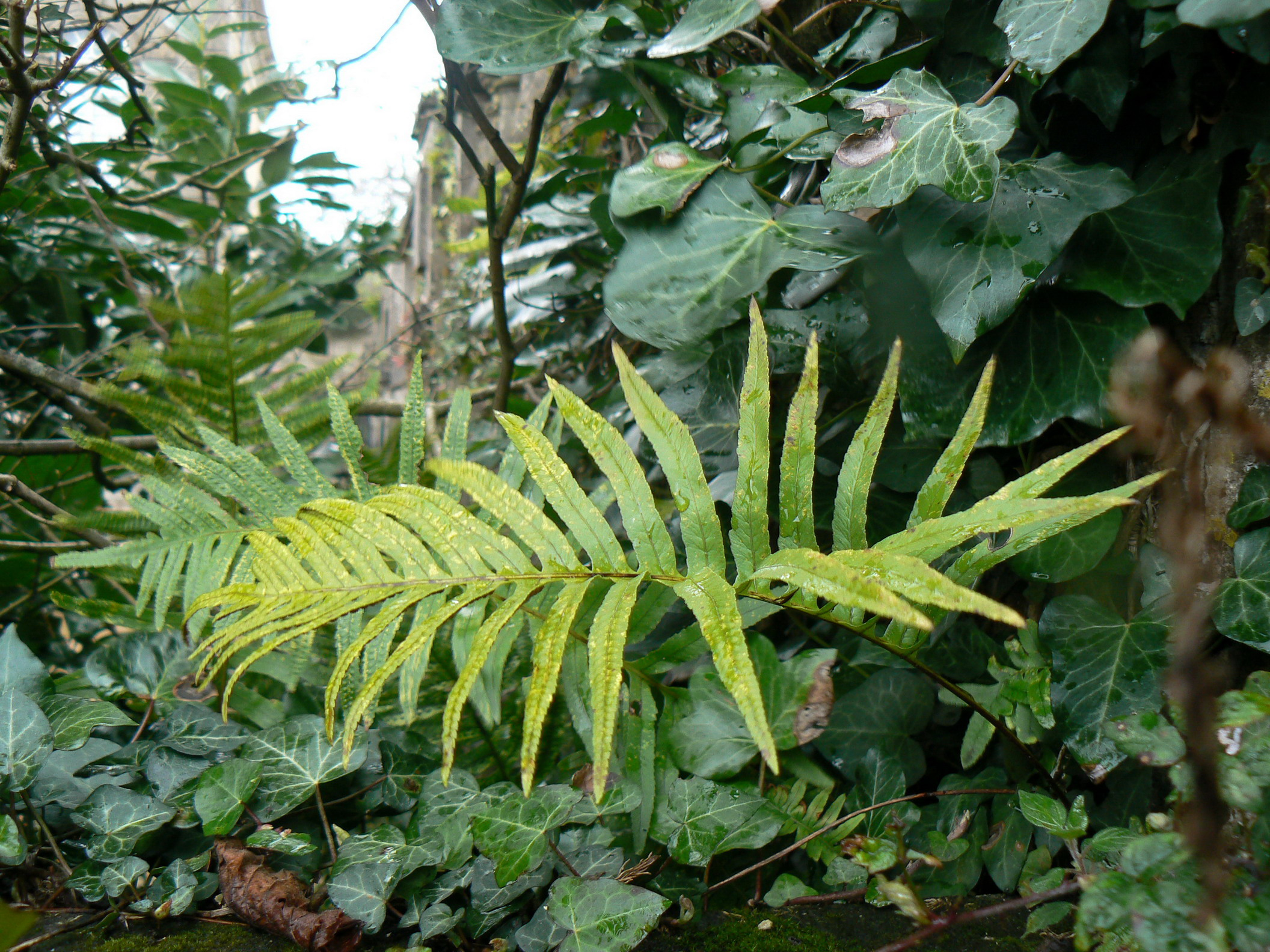
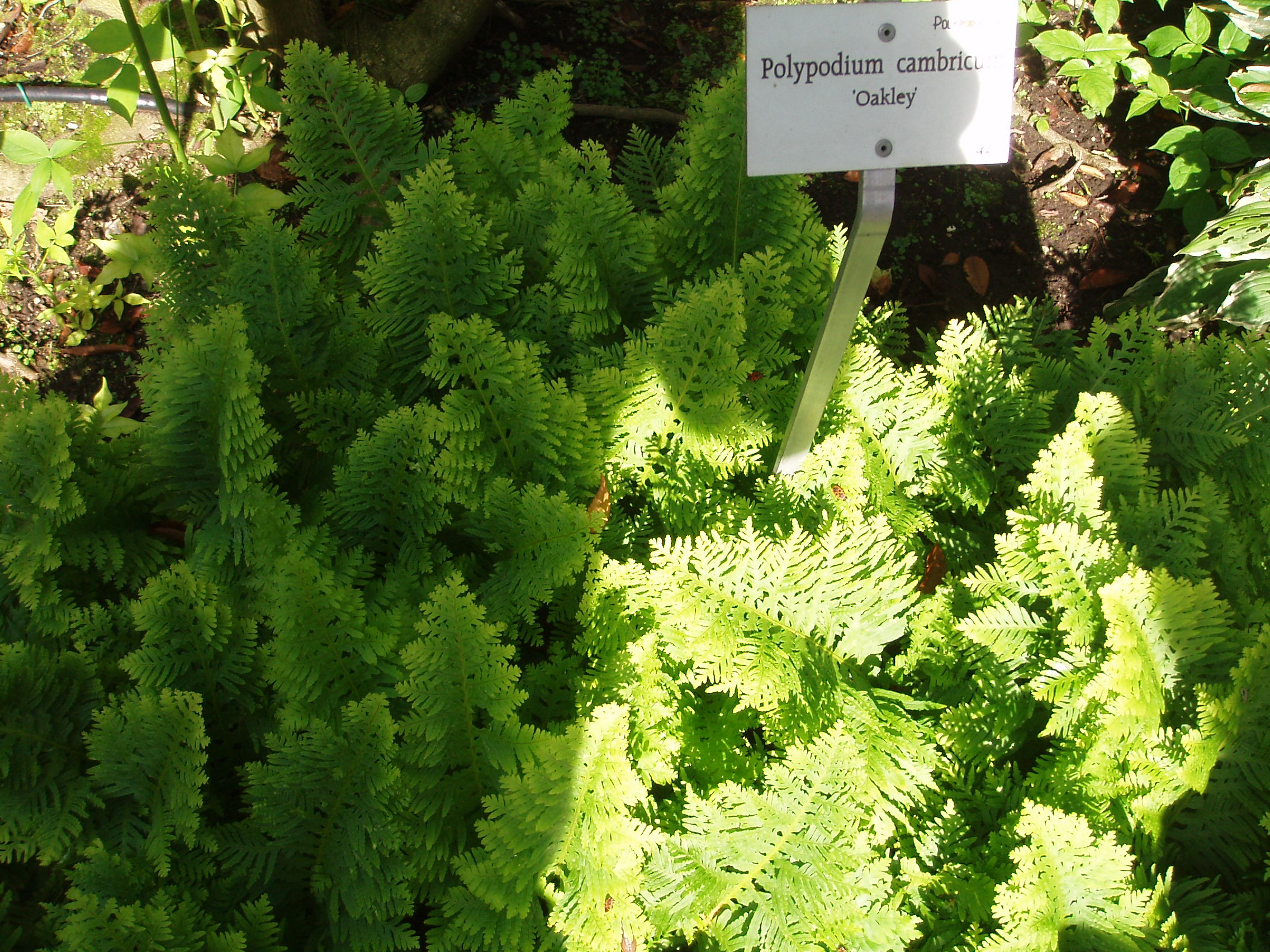